# Тавабте, Нибал
Нибал Тавабте (род. XX век, Beit Fajjar, Западный берег реки Иордан) — активистка за права палестинских женщин, работающая в Бирзейтском университете.

## Жизнь
Тавабте была первой женщиной, избранной в сельский совет Бейт-Фаджар, и она проработала там семь лет. Она разработала собственное учебное пособие и вызвалась помочь другим женщинам получить места в совете. В 2005 году она основала ежемесячную газету Al Hal («Ситуация»), в которой освещаются спорные вопросы, включая инцест, полигамию, убийства чести, незаконные браки, лесбийство и бедственное положение бедных. В 2008 году она была главным редактором газеты и автором статей. Для первого номера газеты на обложке была использована фотография Амины Аббас, жены Махмуда Аббаса, что вызвало много споров; по словам Нибал, эта фотография была первым появлением Амины на публике. Нибал также привлекла внимание к социальным проблемам, написав сценарии для телепередач на такие темы, как тяжёлое положение неграмотных женщин, а также написав и сняв документальные фильмы на такие темы, как самоубийства среди палестинок. Она также преподавала в журналистской школе для расследователей, учила творческому письму.
В 2008 году Нибал получила Международную женскую премию за отвагу.
В 2015 году она была директором Центра развития СМИ Бирзейтского университета, который занимался национальной политикой Палестины в отношении СМИ.